# Cinema (časopis)
Cinema byl český filmový časopis, který vycházel v letech 1991–2023.

## Vývoj
Časopis Cinema vznikl v roce 1991 jako první populární měsíčník o filmu po sametové revoluci. První číslo vyšlo v květnu 1991, na obálce byl herec Sylvester Stallone. Jednalo se o odnož německého časopisu stejného jména. Časopis nabízel recenze všech filmů, které byly uváděny do kin, dále reportáže, rozhovory s tvůrci, ale i přehled filmů na DVD nebo nových filmových knih. Součástí časopisu byly také filmové plakáty, které byly později zrušeny kvůli změně vazby. V roce 2023 zanikl z ekonomických důvodů.

## Redakce
Šéfredaktorkou časopisu se v roce 1990 stala Iva Hejlíčková. V redakci působili filmoví kritici a novináři jako Kamil Fila, František Fuka, Jaroslav Sedláček, Alena Prokopová a řada dalších. V roce 2008 rozhodl řecký majitel a vydavatel časopisu o změnách, které vedly k odchodu celé redakce včetně šéfredaktorky. Šéfredaktorem byl jmenován Petr Stránský.